# Raf Van Hulse
Raf Van Hulse (Sint-Jan-in-Eremo, 22 september 1903 - Antwerpen, 24 januari 1977) was een Belgisch onderwijzer, Vlaams schrijver en collaborateur tijdens de Tweede Wereldoorlog.

## Levensloop
Van Hulse was een zoon van de hoofdonderwijzer van de gemeenteschool in Sint-Jan-in-Eremo en in 1931 volgde hij hem in deze functie op. Sociaal bewogen, engageerde hij zich in het katholieke verenigingsleven van het Meetjesland.
Hij kwam in contact met de flamingantische priester Robrecht De Smet, die hem aanstelde als verantwoordelijke voor de werking van de Jong-Vlaamsche Gemeenschap in Oost-Vlaanderen. Hij evolueerde in radicale zin, werd grootneerlandist en bevriend met Wies Moens.
In 1940 was hij voorstander van een volledige collaboratie met Duitsland en trad toe tot de Algemeene SS-Vlaanderen. In 1942 trok hij naar het oostfront als correspondent of Kriegsberichter. Zijn berichten werden voorgelezen op Radio Brussel en verschenen in De SS-man. Hij liep verwondingen op en keerde naar België terug.
In het voorjaar van 1944 werd hij, SS-Hauptscharführer geworden,  inspecteur van de Hitlerjeugd Vlaanderen. Einde augustus 1944 vluchtte hij naar Duitsland en werd er in de Vlaamsche Landsleiding opgenomen als 'Landesjugendleiter'.
Hij werd gearresteerd, aan België uitgeleverd en in mei 1946 ter dood veroordeeld. De veroordeling werd bekrachtigd in 1947 en 1948, maar daarna werd hem toch gratie verleend. In 1952 kwam hij vrij. Hij werkte nadien een tijdlang als kelner in Antwerpen.
Hij werkte nog mee aan naoorlogse tijdschriften zoals het extreemrechtse Dietsland Europa (hoofdredacteur Karel Dillen) en post-collaboratietijdschriften zoals Broederband en Berkenkruis. Hij schreef ook enkele romans.

## Publicaties
- Poldervolk, boerenroman, 1939.
- Bloedgroep O, autobiografische oorlogsroman, voor het eerst gepubliceerd in 1960 met als auteursnaam Domien Van Rietvelde (tweede druk in 1968), opnieuw uitgegeven in 2008 onder de naam Raf Van Hulse.